# Un bacio sulle dita/L'amore al mare
Un bacio sulle dita/L'amore al mare è un singolo discografico della cantante italiana Wilma Goich, pubblicato nell'estate del 1965.

## Tracce
1. Un bacio sulle dita – 2:18 (testo: Grytzko Mascioni – musica: Iller Pattacini; edizioni musicali Ricordi)
2. L'amore al mare – 2:39 (testo: Pino Massara – musica: Mogol; edizioni musicali Ricordi)

## Storia
Entrambi i brani di questo 45 giri sono stati incisi con l'accompagnamento dell'Orchestra e del Coro del maestro Iller Pattacini.
Con Un bacio sulle dita, la Goich partecipò al Festivalbar 1965 classificandosi al 6º posto, con oltre 33.600 voti (si votava con le apposite cartoline che il pubblico spediva per posta). La canzone sarà interpretata anche da Nancy Cuomo che, nello stesso anno, la incise per la KappaO. Il brano è presente anche nella raccolta "I grandi successi originali", pubblicata dalla Goich nel 2001 per la Ricordi.
La canzone del lato b del 7 pollici è L'amore al mare che ebbe un discreto successo tra il pubblico giovanile: fu, infatti, tra le canzoni più gettonate nei juke-box di tutte le spiagge italiane. Come la canzone del lato A, anche questa è stata inclusa nella raccolta del 2001.